# Granat zaczepny

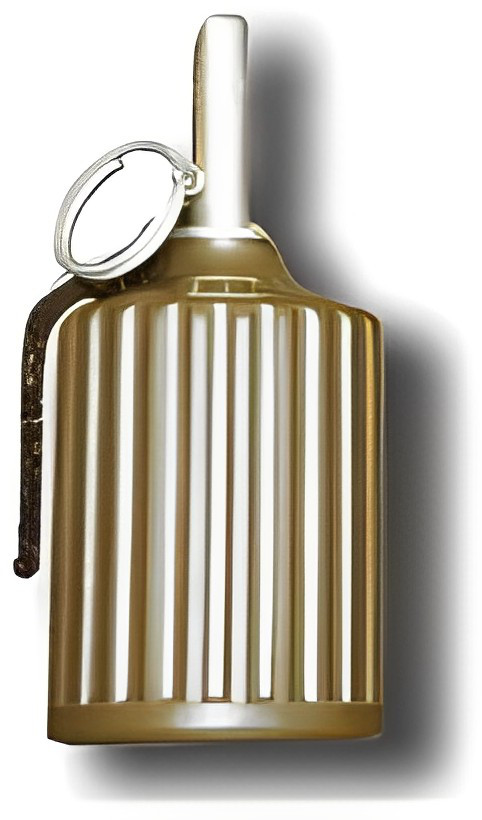
Granat zaczepny RGZ-89

Granat zaczepny – odłamkowy granat ręczny o donośności 30–40 m i skutecznym promieniu rażenia do 10m. Promień bezpieczeństwa takiego granatu wynosi około 25 m.
Zbudowany z ładunku wybuchowego umieszczanego w cienkościennej skorupie o kształcie cylindra lub jaja i zapalnika (najczęściej pirotechnicznego zapalnika czasowego). Granat zaczepny działa głównie siłą wybuchu materiału wybuchowego, działanie odłamkowe jest minimalne. Niektóre granaty zaczepne można przekształcić w granaty obronne przez nałożenie na nie dodatkowej koszulki odłamkowej.
Granaty zaczepne są stosowane do zwalczania siły żywej podczas ataku. Dzięki niewielkiej masie mają stosunkowo duży zasięg, a niewielki promień rażenia zapewnia bezpieczeństwo atakującym. Obecnie najskuteczniejsze są w walkach ulicznych i budynkach. Na otwartej przestrzeni są trudne do wykorzystania ze względu na ogromną przewagę zasięgu broni palnej oraz trudności przy celowaniu, a także znaczne zmiany, jakie nastąpiły w nowoczesnej taktyce, gdzie frontalne ataki zastąpiono szturmami na cele strategiczne. Dawniej jednak stanowiły one doskonałe dopełnienie dla broni palnej, zarówno w obronie, jak i ataku. W warunkach okopowych, pozwalając obrońcom na skuteczniejsze odpieranie ataków, stosowano raczej granaty obronne.